# 松野陽一郎
松野 陽一郎（まつの よういちろう、1972年 - ）は、日本の数学教育者。開成中学校・高等学校数学科教諭。また、日本シャンチー協会にて副理事長も務めている。

## 略歴
- 1972年：東京都生まれ。
- 1991年：私立武蔵高等学校卒業。
- 1995年：京都大学理学部卒業（数学専攻）。
- 1997年：京都大学大学院理学研究科 数学・数理解析専攻 数学系 修士課程修了 （数理物理学、表現論）
- 1997年：開成中学校・高等学校に数学科教諭として着任，現在に至る[2]。
- 2023年 : 通常総会にて日本シャンチー協会副理事に選任され、現在に至る。

## 著書
- 『プロの数学―大学数学への入門コース』（2015年、東京図書）
- 『なるほど! とわかる線形代数』（2017年、東京図書）
- 『なるほど! とわかる微分積分』（2017年、東京図書）
- 『総合的研究 数学I・A記述式答案の書き方問題集』（2020年、旺文社）
- 『総合的研究 数学II・B記述式答案の書き方問題集』（2020年、旺文社）
- 『総合的研究 公式で深める数学I・A----公式の意味がわかれば数学がわかる』（2021年、旺文社）
- 『総合的研究 公式で深める数学II・B----公式の意味がわかれば数学がわかる』（2021年、旺文社）
- 『るるぶマンガとクイズで楽しく学ぶ！数の世界』(2024年、株式会社JTBパブリッシング）
- 『共通テスト 数学I・A 集中講義 改訂版』（2024年、旺文社）
- 『共通テスト 数学Ⅱ・B・C集中講義 改訂版』（2024年、旺文社）

## 共著書・監訳書
- 『Excelが教師 高校の数学を解く』編著者：正田良（2003年、技術評論社）
- 『総合的研究 記述式答案の書き方――数学I・A・II・B』共著者：﨑山理史（2018年、旺文社）
- 『算数・数学で何ができるの?: 算数と数学の基本がわかる図鑑』（編集：DK社、翻訳：上原昌子）（2021年、東京書籍）